# 森下薫 (男性漫画家)
森下 薫（もりした かおる、1965年 - ）は、日本の男性漫画家、イラストレーター。「KAORU SYSTEM」という別ペンネームも持つ。

## 作品リスト

### コミック
- FUZZY ファジィ 電脳世界の崩壊 (全1巻)
- FUZZYNESS ファジィネス (全1巻)
- 聖戦士ダンバイン外伝 敬禱する巨甲騎士 (読み切り) (サイバーコミックスNo.33,34掲載)
- 強化人間物語 ANOTHER Z GUNDAM STORY (全1巻) (1991～1992年／サイバーコミックス連載)
- 銀色のアポジー (未単行本) (MEDIA COMIX DYNE No.2,3掲載)
- オブジェクト13 (全1巻)
- 強化人間物語 MAD WANG 1160 (全1巻) (1994～1995年／MS SAGA連載)
- 海賊惑星ル・アーク (全1巻) (アクションHIP連載)
- 他

### アンソロジー
- アンソロジー エリアルコミック ※5,6,7,10巻掲載
- 新世紀エヴァンゲリオン アンソロジーコミック ALL'S RIGHHT WITH THE WORD (ムービック) ※「NEON」収録
- コミックアンソロジー 天地無用!魎皇鬼 (AIC倶楽部)
- 魔法少女プリティサミー コミックアンソロジーVol.2 (AIC倶楽部)
- サムライスピリッツ 斬紅郎無双剣 ※「リムルル リトル アドベンチャー」収録
- 他

### イラスト

#### トレーディングカード
- RAYFIELD
- Venus In Paradise 2000 summer (未来蜂歌留多商会)
- Venus In Paradise 2000 winter (未来蜂歌留多商会)
- Venus In Paradise FINAL (未来蜂歌留多商会)

### ゲーム
- カーボナイト (1998年／パレット／Win95/98用／R-18指定) ※企画・原案で参加
  - カーボナイト設定原画集 (コンパスオフィシャルアートブックEX) (ISBN 4877630422) ※寄稿イラスト
- 他